# Пиперица
Пипѐрица е село в Югозападна България. То се намира в община Сандански, област Благоевград.

## История
Църквата „Вси Светии“ е от средата на XIX век. В „Етнография на вилаетите Адрианопол, Монастир и Салоника“, издадена в Константинопол в 1878 година и отразяваща статистиката на населението от 1873 година, Пиперинца (Pipérintsa) е посочено като село с 48 домакинства и 160 жители българи.
В 1891 година Георги Стрезов пише за селото:
| „ | Пиперица, чифлик на един мелнички чорбаджия. На С от Валовища 4 1/2 часа, до Петровската река. Поляна с най-добра земя. Гръцка църква. 25 къщи само българе. | “ |

През октомври 1925 година по време на гръцко-българския пограничен конфликт, известен като Петрички инцидент, селото е окупирано от гръцката армия.

## Население

### Етнически състав
Преброяване на населението през 2011 г.
Численост и дял на етническите групи според преброяването на населението през 2011 г.:
|                     | Численост |
| Общо                | 23        |
| Българи             | 22        |
| Турци               | -         |
| Цигани              | -         |
| Други               | -         |
| Не се самоопределят | -         |
| Неотговорили        | 1         |

## Личности
Родени в Пиперица
- Тодор Лазаров, български революционер и селски ръководител на ВМРО.[6]
- Илия Иванов, български революционер и селски войвода на ВМРО.[6]
- Петър Витанов, български революционер от ВМОРО и четник на Яне Сандански.[7]

Починали в Пиперица
- Георги Казепов (1880 – 1923), български революционер, деец на ВМОРО
- Никола Хаджиев (1882 – 1948), български революционер, деец на ВМОРО и ВМРО